# Elâzığ (circonscription électorale)
La circonscription électorale d'Elâzığ correspond à la province du même nom et envoie 5 députés à la Grande assemblée nationale de Turquie (4 entre 2015 et 2018).

## Composition
La circonscription d'Elâzığ est divisée en 11 districts (ilçe). Chaque district est composé d'un chef-lieu et de municipalités (communes et villages).

## Résultats électoraux

### Élections législatives de 2018
| Partis                   | Partis                                        | Voix    | %     | Sièges | +/-           | Élus                                                          |
| ------------------------ | --------------------------------------------- | ------- | ----- | ------ | ------------- | ------------------------------------------------------------- |
|                          | Parti de la justice et du développement (AKP) | 191 626 | 54,54 | 4      |               | Metin Bulut, Sermin Balık, Zülfü Tolga Ağar et Zülfu Demirbağ |
|                          | Parti d'action nationaliste (MHP)             | 47 558  | 13,53 | 0      | en stagnation |                                                               |
|                          | Parti républicain du peuple (CHP)             | 37 751  | 10,74 | 1      | 1             | Gürsel Erol                                                   |
|                          | Parti démocratique des peuples (HDP)          | 35 460  | 10,09 | 0      | en stagnation |                                                               |
|                          | Le Bon Parti (İYİ)                            | 26 987  | 7,68  | 0      | Nv.           |                                                               |
|                          | Parti de la félicité (SP)                     | 6 199   | 1,76  | 0      | en stagnation |                                                               |
|                          | Parti de la cause libre (HÜDA PAR)            | 5 210   | 1,48  | 0      | en stagnation |                                                               |
|                          | Parti patriote (VATAN)                        | 587     | 0,17  | 0      | en stagnation |                                                               |
|                          |                                               |         |       |        |               |                                                               |
| Total                    | Total                                         | 351 378 | 100   | 5      | 1             | -                                                             |
| Inscrits / participation | Inscrits / participation                      | 412 412 | 84,70 |        |               |                                                               |

### Élections législatives de 2023
| Partis                   | Partis                                        | Voix    | %     | Sièges | +/-           | Élus                                                |
| ------------------------ | --------------------------------------------- | ------- | ----- | ------ | ------------- | --------------------------------------------------- |
|                          | Parti de la justice et du développement (AKP) | 148 896 | 40,39 | 3      | 1             | Erol Keleş, Ejder Açıkkapı et Mahmut Rıvdan Nazırlı |
|                          | Parti républicain du peuple (CHP)             | 76 367  | 20,71 | 1      | en stagnation | Gürsel Erol                                         |
|                          | Parti d'action nationaliste (MHP)             | 42 286  | 11,47 | 1      | 1             | Semih Işıkver                                       |
|                          | Parti de la gauche verte (YSP)                | 26 290  | 7,13  | 0      | en stagnation |                                                     |
|                          | Nouveau parti de la prospérité (YRP)          | 13 325  | 3,61  | 0      | Nv.           |                                                     |
|                          | Le Bon Parti (İYİ)                            | 8 868   | 2,41  | 0      | en stagnation |                                                     |
|                          | Parti de la victoire (ZP)                     | 2 072   | 0,56  | 0      | Nv.           |                                                     |
|                          | Parti de la grande unité (BBP)                | 1 467   | 0,40  | 0      | en stagnation |                                                     |
|                          | Parti de la patrie (M)                        | 885     | 0,24  | 0      | Nv.           |                                                     |
|                          | Parti de la mère patrie (ANAP)                | 719     | 0,20  | 0      | en stagnation |                                                     |
|                          | Parti de gauche (SOL)                         | 523     | 0,14  | 0      | en stagnation |                                                     |
|                          | Parti patriote (VATAN)                        | 468     | 0,13  | 0      | en stagnation |                                                     |
|                          | Parti des travailleurs de Turquie (TIP)       | 354     | 0,10  | 0      | en stagnation |                                                     |
|                          | Parti des droits et libertés (HAK)            | 346     | 0,09  | 0      | en stagnation |                                                     |
|                          | Parti de libération du peuple (HKP)           | 225     | 0,06  | 0      | en stagnation |                                                     |
|                          | Parti communiste de Turquie (TKP)             | 217     | 0,06  | 0      | en stagnation |                                                     |
|                          | Parti jeune (GP)                              | 190     | 0,05  | 0      | en stagnation |                                                     |
|                          | Parti de la nation (MP)                       | 157     | 0,04  | 0      | en stagnation |                                                     |
|                          | Parti de la route nationale (MYP)             | 111     | 0,03  | 0      | Nv.           |                                                     |
|                          | Mouvement communiste (TKH)                    | 104     | 0,03  | 0      | Nv.           |                                                     |
|                          | Parti de l'innovation (YP)                    | 67      | 0,02  | 0      | Nv.           |                                                     |
|                          | Parti de la justice (AP)                      | 24      | 0,01  | 0      | Nv.           |                                                     |
|                          | Parti de la justice et de l'unité (AB)        | 16      | 0,00  | 0      | Nv.           |                                                     |
|                          | Parti de l'union du pouvoir (GBP)             | 6       | 0,00  | 0      | Nv.           |                                                     |
|                          | Indépendants (Ind.)                           | 44 700  | 12,12 | 0      | en stagnation |                                                     |
|                          |                                               |         |       |        |               |                                                     |
| Total                    | Total                                         | 368 683 | 100   | 5      | en stagnation | -                                                   |
| Inscrits / participation | Inscrits / participation                      | 431 293 | 85,78 |        |               |                                                     |